# Frances Arnold
Frances Hamilton Arnold (Edgewood (Pennsylvania), 25 juli 1956) is een Amerikaanse wetenschapper en Nobelprijswinnaar. In 2018 won Arnold de Nobelprijs voor Scheikunde voor haar werk aan kunstmatig verbeterde enzymen en eiwitten. Hierbij slaagde ze erin om in een reageerbuis een gecontroleerde evolutie van eiwitten na te bootsen. Arnold won de prijs samen met collega's George Smith en Gregory Winter.

## Biografie
Arnold is de dochter van kernfysicus William Howard Arnold en Josephine Inman Routheau. In 1979 behaalde ze haar bachelordiploma in mechanische en luchtvaarttechniek aan de Princeton-universiteit, met de focus op zonne-energieonderzoek. Aansluitend bracht ze een jaar door in Italië, voordat ze terugkeerde naar Princeton om verder te studeren aan Princetons Center for Energy and Environment Studies. Deze groep van jonge wetenschappers, die werd geleid door Robert Socolow, werkte aan de ontwikkeling van duurzame energiebronnen, een onderwerp die een sleutelrol zou gaan spelen in Arnolds latere werk.
Na haar promotie in 1979 was Arnold als technicus werkzaam in Zuid-Korea en Brazilië, alsmede in het Solar Energy Research Institute van Colorado. Vervolgens kwam ze terecht op de Universiteit van Californië - Berkeley was ze 1985 haar tweede promotie verkreeg, ditmaal in de chemische technologie. Na haar promotie voltooide ze haar postdoc-onderzoek in biofysische scheikunde te Berkeley. In 1986 ging ze als visiting associate naar het California Institute of Technology. Ze werd er bevorderd tot universitair docent in 1986, hoofddocent in 1992 en uiteindelijk tot hoogleraar in 1996.

## Onderzoek
In 1993 voerde Arnold de eerste experimenten uit met betrekking tot directe evolutie van enzymen, biologische moleculen – vaak eiwitten – die chemische reacties versnellen. Daaruit verfijnde ze de methodes die nu routinematig toegepast worden in de ontwikkeling van nieuwe katalysatoren. Deze nieuwe enzymen worden niet alleen gebruikt voor het maken van farmaceutische stoffen, maar ook in de productie van herbruikbare brandstoffen voor een groenere transportsector.